# Liste af litteratur sorteret på oversatte sprog
Dette er en gennemgang af menneskehedens litteratur  (inklusiv noveller, digte, essays, korte historier, serier, og andre ikke fiktive historier) sorteret på antallet af sprog de er oversat i. Listen er aldrig komplet da antallet løbende opdateres. Listen vises kun de med 100 eller flere sprog.
| Titlen                                         | Skribent(er) | Udgivet i år ...               | Antallet sprog, inklusiv kilde                                                                             | Udgivet i [land] / på [sprog] | Wikisource |
| ---------------------------------------------- | --- | ------------------------------ | --- | ----------------------------- | --- |
| Bibelen                                        | Se: Bibelen | mel. 1513 f.kr. - ca. 98 e.kr. | 2.932 mindst 1 bibelbog 1,333 (Ny Testamente) 554 (Gamle og Nye Testamente, inklusiv Protokanoniske bøger) | Hebraisk, Aramæisk, Koinḗ     | Wikisource har originalt kildemateriale relateret til denne artikel: Liste af litteratur sorteret på oversatte sprog |
| Pinocchio                                      | Carlo Collodi | 1883                           | 260+ | Italien, (italiensk)          | |
| Den lille prins                                | Antoine de Saint-Exupéry                                                                                             | 1943                           | 253 | Frankrig (fransk)             | |
| Pilgrim's Progress                             | John Bunyan | 1678                           | 200+ | Storbritannien, (engelsk)     | |
| Alice's Adventures in Wonderland               | Lewis Carroll | 1865                           | 174 | Storbritannien, (engelsk)     | |
| H.C. Andersens Eventyr                         | Hans Christian Andersen                                                                                              | 1835–1852                      | 153 | Danmark, (dansk)              | |
| Kundskab der fører til evigt liv               | Anonym | 1996                           | 146 |                               | |
| Steps to Christ                                | Ellen G. White | 1892                           | 135+ | USA, (engelsk)                | |
| Ny Verden-Oversættelsen af De Hellige Skrifter | Anonym | 1984, revideret 2014           | 129 | USA, (engelsk)                | |
| Am I small?                                    | Philipp Winterberg                                                                                                   | 2013                           | 124 | Tyskland, (tysk)              | |
| Syng for Jehova                                | Anonym | 2009                           | 116 | USA, (engelsk)                | |
| Hemmeligheden ved et lykkeligt familieliv      | Anonym | 1996                           | 115 | USA, (engelsk)                | |
| Asterix' eventyr                               | René Goscinny & Albert Uderzo                                                                                        | 1959–2010                      | 115 | Frankrig, (fransk)            | |
| Undersøg dagligt Skrifterne                    | Anonym | 1986>                          | 114 | USA, (engelsk)                | |
| Koranen                                        | Se Koranen | 650                            | 114 | Saudi-Arabien, (arabisk)      | |
| Tintins oplevelser                             | Georges Prosper Rémi                                                                                                 | 1929–1976                      | 112 | Belgien, (fransk)             | |
| Det største menneske der har levet             | Anonym | 1991                           | 111 | USA, (engelsk)                | |
| Mormons Bog                                    | Se Mormons Bogs oprindelse                                                                                           | 1830                           | 110 | USA, (engelsk)                | |
| Vågn Op!                                       | Anonym | 1919>                          | 106 | USA, (engelsk)                | |
| Lyt til den store Lærer                        | Anonym | 2003                           | 100+ | USA, (engelsk)                | |
|                                                | Wikisource har originalt kildemateriale relateret til denne artikel: Liste af litteratur sorteret på oversatte sprog |                                | |                               | |